# Barisan Nasional Pembebasan Patani
El Barisan Nasional Pembebasan Patani (BNPP), Front Nacional d'Alliberament de Patani, fou un grup nacionalista malai i musulmà de Patani al sud de Tailàndia fundat el 1961. El 1963 se'n va separar el Barisan Revolusi Nasional Melayu Pattani (BRN). El 2002 fou reanomenat Barisan Islam Pembebasan Patani, Front Islàmic d'Alliberament de Patani, emfatitzant la militància islàmica en detriment del seu nacionalisme malai original.